# Ardisia polycephala
Ardisia polycephala là một loài thực vật có hoa trong họ Anh thảo. Loài này được Wall. ex A.DC. mô tả khoa học đầu tiên năm 1844.

## Hình ảnh

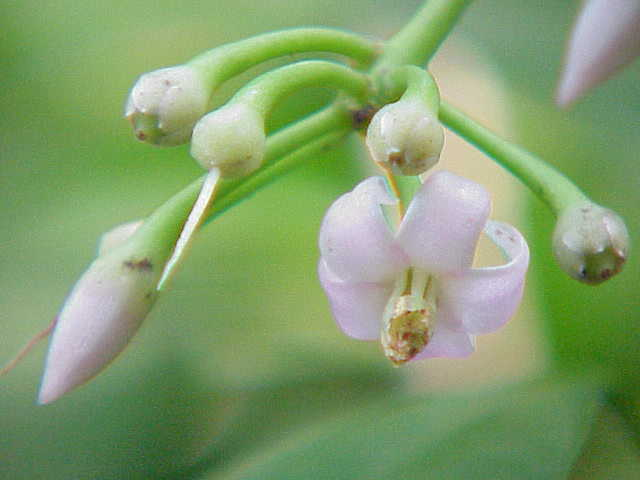
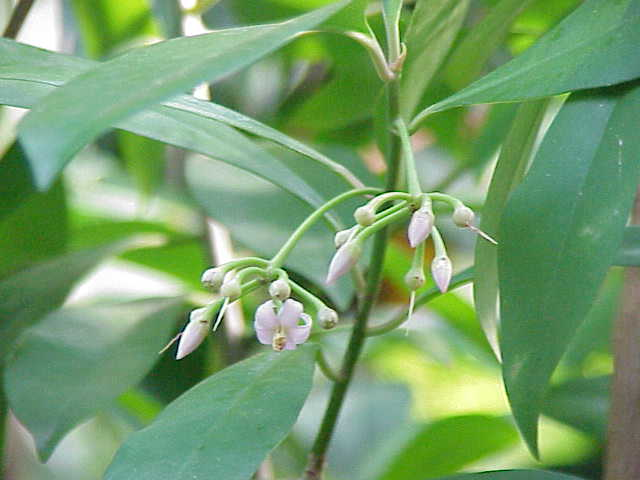